# Quarantine (singolo)
Quarantine è un singolo del gruppo musicale statunitense Blink-182, pubblicato nel 2020. La canzone è ispirata alle misure di confinamento dovute alla pandemia di COVID-19.

## Tracce
Download digitale
Testi e musiche di Mark Hoppus e Brian Lee.
1. Quarantine – 2:03

## Formazione
Blink-182
- Mark Hoppus – voce, basso, chitarra
- Travis Barker – batteria, percussioni

Produzione
- Brian Lee – produzione
- Scott Skrzynski – assistenza all'ingegneria del suono
- Neal Avron – missaggio
- Chris Athens – mastering